# Bound - Torbido inganno
Bound - Torbido inganno (Bound) è un film del 1996 scritto e diretto da Lana e Lilly Wachowski (nel film creditate come Andy e Larry Wachowski).
Primo film diretto dalle sorelle Wachowski, ha posto le basi per il grande successo cinematografico e mediatico di Matrix; è ritenuto un film di culto ed è un ottimo esempio di Noir moderno.

## Trama
Corky è una ex carcerata, lesbica e butch, che sbarca il lunario con alcuni lavori di idraulica. Un giorno conosce Violet, la sua vicina di casa, che è legata a Caesar, un delinquente di mezza tacca che lavora per la mafia nel riciclaggio di denaro sporco. Tra le due donne nasce una forte attrazione che le porta ad allearsi per sottrarre due milioni di dollari destinati all'organizzazione criminale in mano a Caesar, ma i loro piani si riveleranno  molto difficoltosi e pericolosi da raggiungere.

## Riconoscimenti
- Festival internazionale del cinema di Porto 1997: Gran Premio per il miglior film
- Festival del cinema americano di Deauville 1996: Premio della giuria